# Leslie Easterbrook
Leslie Easterbrook est une actrice américaine, née le 29 juillet 1949 à Los Angeles.

## Biographie
Elle fait sa première apparition en 1980, dans un film de Sidney Lumet intitulé Just Tell Me What You Want.
Comme elle l'a montré dans le film Susie et les Baker Boys, Leslie Easterbrook est une ancienne chanteuse lyrique, elle y interprète Am I Blue? de Lauren Bacall.
Elle prête sa voix au personnage de Randa le Robot dans la série animée “Batman”.
Elle est notamment célèbre pour avoir interprété le personnage de Debbie Callahan dans la série de films Police Academy.

## Filmographie

### Cinéma
- 1980 : Just Tell Me What You Want de Sidney Lumet : une infirmière
- 1984 : Police Academy : Sergent Debbie Callahan
- 1985 : Private Resort : Bobbi Sue
- 1986 : Police Academy 3 : Instructeurs de choc : Lieutenant Debbie Callahan
- 1987 : Police Academy 4 : Aux armes citoyens : Lieutenant Debbie Callahan
- 1988 : Police Academy 5 : Débarquement à Miami Beach : Lieutenant Debbie Callahan
- 1988 : Arabesque (série télévisée) (Saison 5, épisode 1 : Erreur d'impression) : Glenda Morrison
- 1989 : Police Academy 6 : S.O.S. ville en état de choc : Capitaine Debbie Callahan
- 1994 : Police Academy : Mission à Moscou : Capitaine Debbie Callahan
- 1998 : The Hunted : Lynn
- 2000 : Artie : Le professeur de sciences
- 2001 : Maniacts
- 2002 : The Biggest Fan : L'officier de police
- 2003 : Dismembered : Helen
- 2005 : Long Distance : Mrs. Freeman
- 2005 : The Devil's Rejects : Mère Firefly
- 2007 :  Les Femmes de ses rêves de Peter Farrelly, Bobby Farrelly : la mère de Jodi
- 2007 : Halloween de Rob Zombie : Patty Frost
- 2008 : House de Robby Henson : Betty
- 2009 : Black water transit de Tony Kaye : Bet Tannen
- 2010 : Perdues dans la tempête de John Fasano : Maggie
- 2011 : Rift de Lazrael Lison : Megan Charms
- 2011 : Monsterpiece Theatre Volume 1 : Bessie (segment "The Weed")
- 2012 : Find Me : Linda
- 2012 : Sorority Party Massacre : Stella Fawnskin
- 2012 : Mirror Image : Phyllis Browne
- 2013 : Cubhouse : Patty Newman
- 2013 : A Little Christmas Business : Linda Collier
- 2013 : House of the Witchdoctor : Irene Van Hooten
- 2014 : Wedding Pact de Matt Berman : Donna
- 2014 : Compound Fracture : Annabelle
- 2014 : NightLights : Gina
- 2015 : Beast Mode : Zelda Zine
- 2015 : Give Til It Hurts : Veranda
- 2015 : Rivers 9 : Martha
- 2015 : Daddy : Mrs. McCormack
- 2016 : Terror Birds : Dr. Slater
- 2016 : William Froste : Louise Bettis
- 2016 :  Vendetta : Katharyne Mason

### Télévision
- 1980 : Me and Maxx (série télévisée) (1 épisode) : Miss Arnold
- 1980-1983 : Laverne et Shirley (série télévisée) (51 épisodes) : Rhonda Lee
- 1981 : Aloha Paradise (série télévisée) (1 épisode) : Miss Arnold
- 1982 : L'Île fantastique (série télévisée) (1 épisode) : Michelle
- 1983 : Ace Crawford, Private Eye (série télévisée) (1 épisode) : La petite amie de Bates
- 1983 : Trapper John, M.D. (série télévisée) (1 épisode) : Louella
- 1983 : La croisière s'amuse (série télévisée) (1 épisode) : Wendy
- 1984 : Shérif, fais-moi peur! (The Dukes of Hazzard) (série télévisée, saison 6, épisode 21) : Madame Delilah
- 1984 : Domestic Life (série télévisée) (1 épisode) : Kiki
- 1984 : 1st & Ten (série télévisée) (1 épisode) : Allison
- 1985 : Brothers (série télévisée) (1 épisode) : Professeur Victoria Karper
- 1985 : Superminds (série télévisée) (1 épisode) : La secrétaire de Strickland
- 1985-1987 : Ryan's Hope (série télévisée) : Devlin Kowalski
- 1986 : New Love, American Style (série télévisée) (1 épisode)
- 1988 : Ohara (série télévisée) (1 épisode) : Gloria
- 1988 : Le Détournement du vol 847 (The Taking of Flight 847: The Uli Derickson Story) (téléfilm) : Audrey
- 1989 : It's a Living (série télévisée) (1 épisode) : Evelyn
- 1989 : Les nouveaux monstres sont arrivés (série télévisée) (1 épisode) : La voisine
- 1990 : Equal Justice (série télévisée) (1 épisode) : Charlene West
- 1990 : Ann Jillian (série télévisée) (1 épisode)
- 1990 : Matlock (série télévisée) (1 épisode) : Joanna Wilton
- 1991 : Rick Hunter (série télévisée) (1 épisode) : June Schwan
- 1991 : Alerte à Malibu (série télévisée) (1 épisode) : Dita
- 1991 : Arabesque (série télévisée, saison 7, épisode 18) Sally Templeton
- 1991 : Arabesque (série télévisée, saison 7, épisode 22) Vikki Palumbo
- 1992 : Mr. Cooper et nous (série télévisée) (1 épisode) : Coach Judd
- 1993 : Enquête privée (série télévisée) (1 épisode) : Lily McCloud
- 2005 : Meurtre au Présidio (Murder at the Presidio) (Téléfilm) : Thelma Bunny Atkins
- 2007 : Perdues dans la tourmente (A Family Lost) (Téléfilm) : Carol

### Vie privée
Easterbrook est mariée à l'écrivain de 

M * A * S * H Dan Wilcox. Elle était auparavant mariée à l'acteur Victor Holchak.